# Diasporus diastema
Diasporus diastema es una especie de anfibio de la familia Eleutherodactylidae. Se distribuye por Panamá, Costa Rica, Nicaragua y Honduras. Su rango altitudinal oscila entre 0 y 1620 m s. n. m..